# Connemara pony
Connemara pony eller Connemara er en irsk ponyrace med et stangmål på 132-148 cm, men den kan dog gå over mål. Den har levet vildt i bjergområderne i Connemara ved den irske vestkyst (Irland-Connaught). Den fik tilført araberblod fra de heste, der reddede sig i land fra skibene i Den spanske Armada i 1588. Siden er der sket krydsninger med både arabisk (ox) og engelsk (XX) fuldblod. Den oprindelige Connemara er gråbrun med ål og mørke lemmer, manke og hale. Dens farve er begyndt at blive sjælden pga. krydsningerne i avlen. Nu er gråskimlet mest almindelig. Der er også en del røde og sorte. Connemara er intelligent, føjelig og usædvanlig blid og rolig.
Den egner sig godt som springhest og bliver ofte set på springbaner. Den er en god lærehest og egner sig både som køre- og ridehest. Connemara-ponyen stammer fra det 15. og 16. århundrede.[kilde mangler]